# Jemielnica
Jemielnica (in tedesco Himmelwitz) è un comune rurale polacco del distretto di Strzelce, nel voivodato di Opole.
Ricopre una superficie di 113,21 km² e nel 2006 contava 7 601 abitanti.
Nel comune vige il bilinguismo polacco/tedesco.